# Чемпионат мира по волейболу среди женских клубных команд 2019
13-й чемпионат мира по волейболу среди женских клубных команд прошёл с 3 по 8 декабря 2019 года в Шаосине (Китай) с участием 8 команд. Чемпионский титул выиграла итальянская команда «Имоко Воллей» Конельяно.

## Команды-участницы
«Гуандун Эвергрэнд» (Шэньчжэнь, Китай) — команда-организатор турнира;
 «Вакыфбанк» (Стамбул, Турция) — победитель чемпионата мира среди клубных команд 2018;
 «Игор Горгондзола» (Новара, Италия) — победитель Лиги чемпионов ЕКВ 2019;
 «Тяньцзинь Бохай Бэнк» (Тяньцзинь, Китай) — победитель чемпионата Азии среди клубных команд 2019;
 «Итамбе-Минас» (Белу-Оризонти, Бразилия) — победитель чемпионата Южной Америки среди клубных команд 2019;
 «Имоко Воллей» (Конельяно, Италия) — финалист Лиги чемпионов ЕКВ 2019;
 «Дентил—Прая Клубе» (Уберландия, Бразилия) — финалист чемпионата Южной Америки среди клубных команд 2019;
 «Эджзаджибаши» (Стамбул, Турция) — по приглашению организаторов.

## Система проведения чемпионата
8 команд-участниц на предварительном этапе были разбиты на две группы. 4 команды (по две лучшие из групп) вышли в плей-офф и по системе с выбыванием определили призёров чемпионата. По такой же системе итоговые 5—8-е места разыграли команды, занявшие в группах предварительного раунда 3—4-е места.
Первичным критерием при распределении мест в группах являлось общее количество побед, затем общее количество очков, соотношение выигранных и проигранных партий, соотношение мячей, результаты личных встреч. За победы со счётом 3:0 и 3:1 команды получали по 3 очка, за победы 3:2 — по 2, за поражения — 2:3 — по 1, за поражения 0:3 и 1:3 очки не начислялись.

## Предварительный этап

### Группа A
| М | Команда             | 1   | 2   | 3   | 4   | И | В | П | С/П | О |
| - | ------------------- | --- | --- | --- | --- | - | - | - | --- | - |
| 1 | «Имоко Воллей»      |     | 3:1 | 3:0 | 3:2 | 3 | 3 | 0 | 9:3 | 8 |
| 2 | «Эджзаджибаши»      | 1:3 |     | 3:0 | 3:0 | 3 | 2 | 1 | 7:3 | 6 |
| 3 | «Гуандун Эвергрэнд» | 0:3 | 0:3 |     | 3:1 | 3 | 1 | 2 | 3:7 | 3 |
| 4 | «Итамбе-Минас»      | 2:3 | 0:3 | 1:3 |     | 3 | 0 | 3 | 3:9 | 1 |

3 декабря
«Имоко Воллей» — «Эджзаджибаши» 3:1 (25:20, 25:22, 22:25, 25:21).
«Гуандун Эвергрэнд» — «Итамбе-Минас» 3:1 (25:22, 28:26, 23:25, 25:22).
4 декабря
«Эджзаджибаши» — «Итамбе-Минас» 3:0 (25:17, 25:23, 25:16).
«Имоко Воллей» — «Гуандун Эвергрэнд» 3:0 (25:16, 25:22, 25:21).
6 декабря
«Имоко Воллей» — «Итамбе-Минас» 3:2 (25:17, 25:19, 20:25, 22:25, 28:26).
«Эджзаджибаши» — «Гуандун Эвергрэнд» 3:0 (25:21, 25:9, 25:15).

### Группа В
| М | Команда                | 1   | 2   | 3   | 4   | И | В | П | С/П | О |
| - | ---------------------- | --- | --- | --- | --- | - | - | - | --- | - |
| 1 | «Игор Горгондзола»     |     | 3:2 | 3:2 | 3:0 | 3 | 3 | 0 | 9:4 | 7 |
| 2 | «Вакыфбанк»            | 2:3 |     | 3:0 | 3:0 | 3 | 2 | 1 | 8:3 | 7 |
| 3 | «Тяньцзинь Бохай Бэнк» | 2:3 | 0:3 |     | 3:2 | 3 | 1 | 2 | 5:8 | 3 |
| 4 | «Дентил—Прая Клубе»    | 0:3 | 0:3 | 2:3 |     | 3 | 0 | 3 | 2:9 | 1 |

3 декабря
«Вакыфбанк» — «Дентил—Прая Клубе» 3:0 (27:25, 25:20, 25:20).
«Игор Горгондзола» — «Тяньцзинь Бохай Бэнк» 3:2 (17:25, 15:25, 25:18, 25:15, 15:11).
5 декабря
«Игор Горгондзола» — «Вакыфбанк» 3:2 (25:21, 25:22, 25:27, 24:26, 15:12).
«Тяньцзинь Бохай Бэнк» — «Дентил—Прая Клубе» 3:2 (25:21, 25:19, 22:25, 16:25, 16:14).
6 декабря
«Игор Горгондзола» — «Дентил—Прая Клубе» 3:0 (25:21, 26:24, 25:19).
«Вакыфбанк» — «Тяньцзинь Бохай Бэнк» 3:0 (25:15, 25:14, 25:19).

## Плей-офф за 5—8 места

### Полуфинал
7 декабря
 «Дентил—Прая Клубе» —  «Гуандун Эвергрэнд»
3:0 (25:22, 25:20, 25:14).
 «Итамбе-Минас» —  «Тяньцзинь Бохай Бэнк»  
3:0 (25:23, 28:26, 25:19).

### Матч за 7-е место
8 декабря
 «Гуандун Эвергрэнд» —  «Тяньцзинь Бохай Бэнк»
3:0 (28:26, 25:20, 25:21).

### Матч за 5-е место
8 декабря
 «Итамбе-Минас» —  «Дентил—Прая Клубе»
3:2 (18:25, 25:14, 18:25, 25:22, 15:9).

## Плей-офф за 1—4 места

### Полуфинал
7 декабря
 «Имоко Воллей» —  «Вакыфбанк»
3:2 (25:23, 20:25, 25:23, 21:25, 23:21).
 «Эджзаджибаши» —  «Игор Горгондзола»  
3:2 (25:21, 23:25, 25:11, 23:25, 15:13).

### Матч за 3-е место
8 декабря
 «Вакыфбанк» —  «Игор Горгондзола» 
3:0 (26:24, 25:23, 25:21).

### Финал
| 8 декабря 2019 | \| «Имоко Воллей» (Конельяно) \| 3:1 fivb.org \| «Эджзаджибаши» (Стамбул) \| \| Робин де Крёйф (9) Йоанна Волош (7) Мириам Силла Рафаэла Фолье (11) Паола Эгону (33) Кимберли Хилл (11) Моника Де Дженнаро (либеро) Индре Сорокайте Дженнифер Гертис (3) Элеонора Ферсино \| Голы \| Бейза Арыджи (3) Карли Ллойд (2) Наталия Перейра (17) Лорен Джиббмейер (6) Тияна Бошкович (24) Ким Ён Гун (15) Симге-Шебнем Акёз (либеро) Ханде Баладын Гамзе Аликая (1) Ясемин Гювели (1) \| | Шаосин Shaoxing Olympic Sports Center 7135 зрителей |
| Счёт по партиям — 22:25, 25:14, 25:19, 25:21. Время матча — 1 час 50 минут. Судьи: Ван Цзилин, Сумиэ Мёи.                                                                                 | | |
| «Имоко Воллей» (Конельяно) | 3:1 fivb.org | «Эджзаджибаши» (Стамбул) |
| Робин де Крёйф (9) Йоанна Волош (7) Мириам Силла Рафаэла Фолье (11) Паола Эгону (33) Кимберли Хилл (11) Моника Де Дженнаро (либеро) Индре Сорокайте Дженнифер Гертис (3) Элеонора Ферсино | Голы | Бейза Арыджи (3) Карли Ллойд (2) Наталия Перейра (17) Лорен Джиббмейер (6) Тияна Бошкович (24) Ким Ён Гун (15) Симге-Шебнем Акёз (либеро) Ханде Баладын Гамзе Аликая (1) Ясемин Гювели (1) |

## Итоги

### Положение команд
| «Имоко Воллей» (Конельяно)            |
| «Эджзаджибаши» (Стамбул)              |
| «Вакыфбанк» (Стамбул)                 |
| 4. «Игор Горгондзола» (Новара)        |
| 5. «Итабе-Минас» (Белу-Оризонти)      |
| 6. «Дентил—Прая Клубе» (Уберландия)   |
| 7. «Гуандун Эвергрэнд» (Шэньчжэнь)    |
| 8. «Тяньцзинь Бохай Бэнк» (Тяньцзинь) |

### Призёры
«Имоко Воллей» (Конельяно): Индре Сорокайте, Робин де Крёйф, Дженнифер Гертис, Рафаэла Фолье, Элеонора Ферсино, Александра Ботезат, Моника Де Дженнаро, Чиака Огбогу, Терри Рут Энвеонву, Джулия Дженнари, Йоанна Волош, Кимберли Хилл, Мириам Силла, Паола Эгону. Главный тренер — Даниэле Сантарелли.
  «Эджзаджибаши» (Стамбул): Бусе-Мелис Кара, Тияна Бошкович, Бейза Арыджи, Симге-Шебнем Акёз, Лорен Джиббмейер, Ханде Баладын, Ясемин Гювели, Ким Ён Гун, Гамзе Аликая, Наталия Перейра, Карли Ллойд, Мелис Дурул, Эргюль Эроглу, Салиха Шахин. Главный тренер — Марко Аурелио Мотта.
  «Вакыфбанк» (Стамбул): Хатидже-Гизем Орге, Джансу Озбай, Айше-Мелис Гюркайнак, Мелиха Исмаилоглу, Габриэла Брага Гимарайнс (Габи), Изабель Хок, Пынар Эрен-Асевер, Гёзде Йылмаз, Эбрар Каракурт, Милена Рашич, Майя Огненович, Зехра Гюнеш. Главный тренер — Джованни Гуидетти.

### Индивидуальные призы
| - MVP Паола Эгону («Имоко Воллей») - Лучшая связующая Йоанна Волош («Имоко Воллей») - Лучшие центральные блокирующие Зехра Гюнеш («Вакыфбанк») Робин де Крёйф («Имоко Воллей») | - Лучшая диагональная нападающая Изабель Хок («Вакыфбанк») - Лучшие нападающие-доигровщики Ким Ён Гун («Эджзаджибаши») Кимберли Хилл («Имоко Воллей») - Лучшая либеро Симге-Шебнем Акёз («Эджзаджибаши») |